# 11 Puppis
11 Puppis (11 Pup), som är stjärnans Flamsteedbeteckning (eller Bayerbeteckning j Pup), är en ensam stjärna belägen i den norra delen av stjärnbilden Akterskeppet. Den har en skenbar magnitud på 4,20 och är synlig för blotta ögat där ljusföroreningar ej förekommer. Baserat på parallaxmätning inom Hipparcosuppdraget på ca 6,3 mas, beräknas den befinna sig på ett avstånd på ca 520 ljusår (ca 160 parsek) från solen. Den rör sig bort från jorden med en heliocentrisk radiell hastighet av +13,3 km/s.

## Egenskaper
11 Puppis är en gul till vit ljusstark jättestjärna av spektralklass F7/8 II. Spektret visar ett underskott av kol, ett överskott av kväve och en stor förekomst av litium. De två första anomalierna tyder på att jätten har gått igenom ett djupt konvektionssteg som också skulle ha utarmat litiumtillförseln, vilket tyder på att den nuvarande litiummängden är av ny produktion. Den har en massa som är ca 2,7 gånger solens massa, en radie som är ca 23 gånger större än solens och utsänder 515  gånger mera energi än solen från dess fotosfär vid en effektiv temperatur på 5 900 K.